# Skłodowski
Skłodowski (forma żeńska: Skłodowska; liczba mnoga: Skłodowscy) – polskie nazwisko. Na początku lat 90. XX wieku w Polsce nosiły je 1497 osoby, według nowszych, internetowych danych noszą je 1721 osoby. Nazwisko pochodzi od słów składać lub skład i jest najbardziej rozpowszechnione w północno-wschodniej Polsce.

## Znane osoby noszące to nazwisko
- Andrzej Skłodowski (1944–2007) – polski dziennikarz;
- Helena Skłodowska-Szalay (1866–1961) – polska nauczycielka;
- Jan Skłodowski (ur. 1950) – polski historyk;
- Józef Skłodowski (1804–1882) – polski pedagog i bibliotekarz;
- Józef Skłodowski (lekarz) (1863–1937) – polski lekarz internista;
- Maria Skłodowska-Curie (1867–1934) – polska fizyczka i chemiczka;
- Władysław Skłodowski (1832–1902) – polski nauczyciel, biolog, publicysta i tłumacz;
- Zbigniew Skłodowski (1920–1942) – przywódca Szarych Szeregów na Litwie.